# 首义路街道
首义路街道，是中国湖北省武汉市武昌区的一个街道。办事处驻首义路97号，人口67000人（2008），面积2.7平方千米。下辖以下地区：
过街楼社区、武南村社区、站前社区、大东门社区、千家街社区、武昌路社区、长湖北村社区、长湖南村社区、中南大首义校区社区、七零一社区、七一九社区、老车站社区和江零社区。